# Kaisheimer Haus

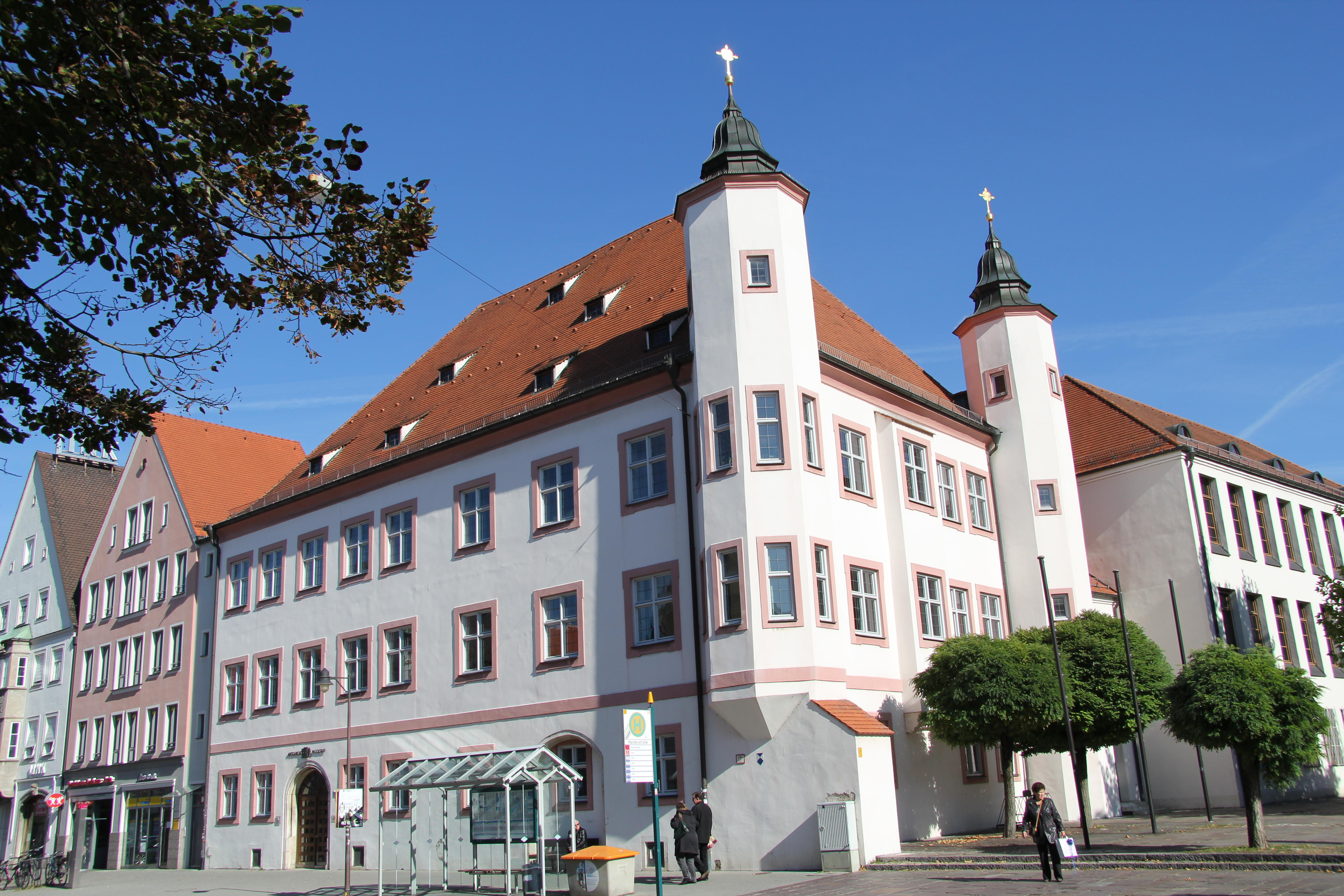
Kaisheimer Haus in Ingolstadt

Das Kaisheimer Haus, auch Stadtpalast genannt, ist ein Baudenkmal in der bayrischen Stadt Ingolstadt. 

## Geschichte
Bei dem Bau, der heute für einen Teil des Amtsgerichts genutzt wird, handelt es sich um ein dreigeschossiges Eckhaus mit Walmdach und polygonalen, von Zwiebelhauben bekrönten Eckerkertürmchen. In direkter Nachbarschaft befindet sich die Franziskanerkirche. Das Gebäude an der Harderstraße war das erste Haus am Platze und das Stadthaus des Klosters Kaisheim bei Donauwörth.
Das Gebäude wurde um 1600 als Stadtpalast der Fugger ausgebaut. Im 17./18. Jahrhundert wurde es barock umgeformt. Der Nepomukbrunnen befand sich ursprünglich auf dem Platz zwischen Kaisheimer Haus und Franziskanerkirche. Heute steht er im Hof des Neuen Schlosses.